# Peggy Dulany
Margaret Dulany "Peggy" Rockefeller (1947) es una filántropa estadounidense y la cuarta hija de David Rockefeller y Margaret McGrath.

## Biografía
Es miembro de la cuarta generación ("Los primos") de la familia Rockefeller. Sus hermanos son Abby, Richard, Neva, Eileen, y David Rockefeller Jr. Dulany es su nombre intermedio, proveniente del lado materno de la familia.
En 1969, Peggy se graduó con honores, por la Radcliffe College. Obtuvo su maestría y doctorado en educación, por la Universidad de Harvard. En esa etapa de su vida dedicó la mayoría de su tiempo a ser maestra y codirectora del programa STEP para la juventud desfavorecida en Arlington (Massachusetts). También dedicó su tiempo a trabajar con los pobres en las favelas de Río de Janeiro.

## Intereses y programas

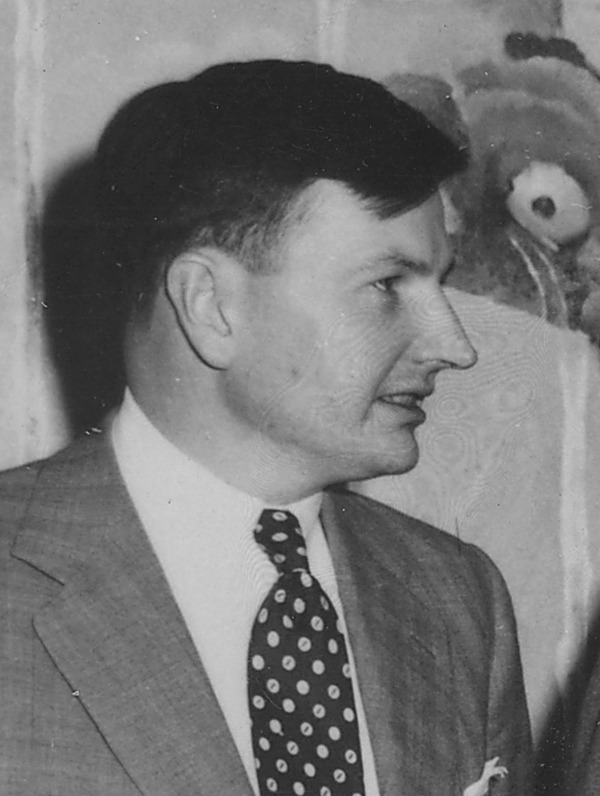
David Rockefeller, padre de Peggy Dulany

Dulany trabajó en la administración y planificación de la National Endowment for the Arts, NEA, una agencia gubernamental. Fue Vicepresidente Sénior de la New York City Partnership, fundada por su padre en 1979, donde encabezó los programas de "Empleo de Jóvenes", "Educación" y "Relaciones de Comunidad".
Como su padre, tuvo una estrecha relación con Naciones Unidas. Fue miembro del consejo de la ONU y de la Fundación Ford en sus programas para el cuidado de la salud y la planificación familiar en Brasil, Estados Unidos y Portugal. En junio de 2003, Dulany fue la representante única de su país en el Panel del Secretario General de la ONU sobre la Sociedad Civil y las Relaciones de las Naciones Unidas para "revisar prácticas pasadas y actuales y recomendar mejoras para el futuro con el fin de hacer más significativa la interacción entre sociedad civil y las Naciones Unidas".
También es consejera de ProVentures, una compañía de desarrollo empresarial para Latinoamérica y Sudáfrica, de la Universidad de Cambridge, del Instituto de África-América, mantiene a la Asia Society para la familia y fue la filántropa principal del Rockefeller Brothers Fund y durante un lustro, 1989-1994, fue consejera fiduciaria de la Fundación Rockefeller. Es también miembro del Consejo en Relaciones Extranjeras en Nueva York, cuyo presidente honorario es su padre.
Su posición pública más prominente es la de fundadora y presidenta del Instituto Synergos, el cual fundó en Nueva York en 1986, organización sin fines de lucro, cuya misión es trabajar junto con un grupo de personas para "movilizar recursos y tender puentes con el fin de disminuir la pobreza e incrementar la equidad en todo el mundo." 
Durante toda su historia, Synergos ha actuado en estrecha colaboración con las Naciones Unidas. En 1998 dio una cena en la sede de ONU en Nueva York, para crear "University for a Night", donde se analizan los problemas mundiales. Asistieron el entonces Secretario General de la ONU, Kofi Annan, y James Wolfensohn, presidente del Banco Mundial, quien es un socio cercano de la familia. El Instituto recibe contribuciones de las fundaciones de las 500 empresas de Fortune, de Unicef y una variedad de donantes privados.
Junto con su padre, fundó en 2001 el "Círculo Global de Filántropos", GPC por sus siglas en inglés, una red internacional de filántropos dedicada a eliminar la pobreza y aumentar la equidad en todo el mundo. El GPC actualmente tiene una membresía de más de 60 familias de 22 países, incluyendo Sudáfrica, Brasil, Pakistán y Filipinas. Además, en los años 1980 y 1990, con apoyo del Programa de Desarrollo de las Naciones Unidas y la Fundación Rockefeller, Synergos investigó los problemas sociales más significativos en África y Asia.

## Vida personal

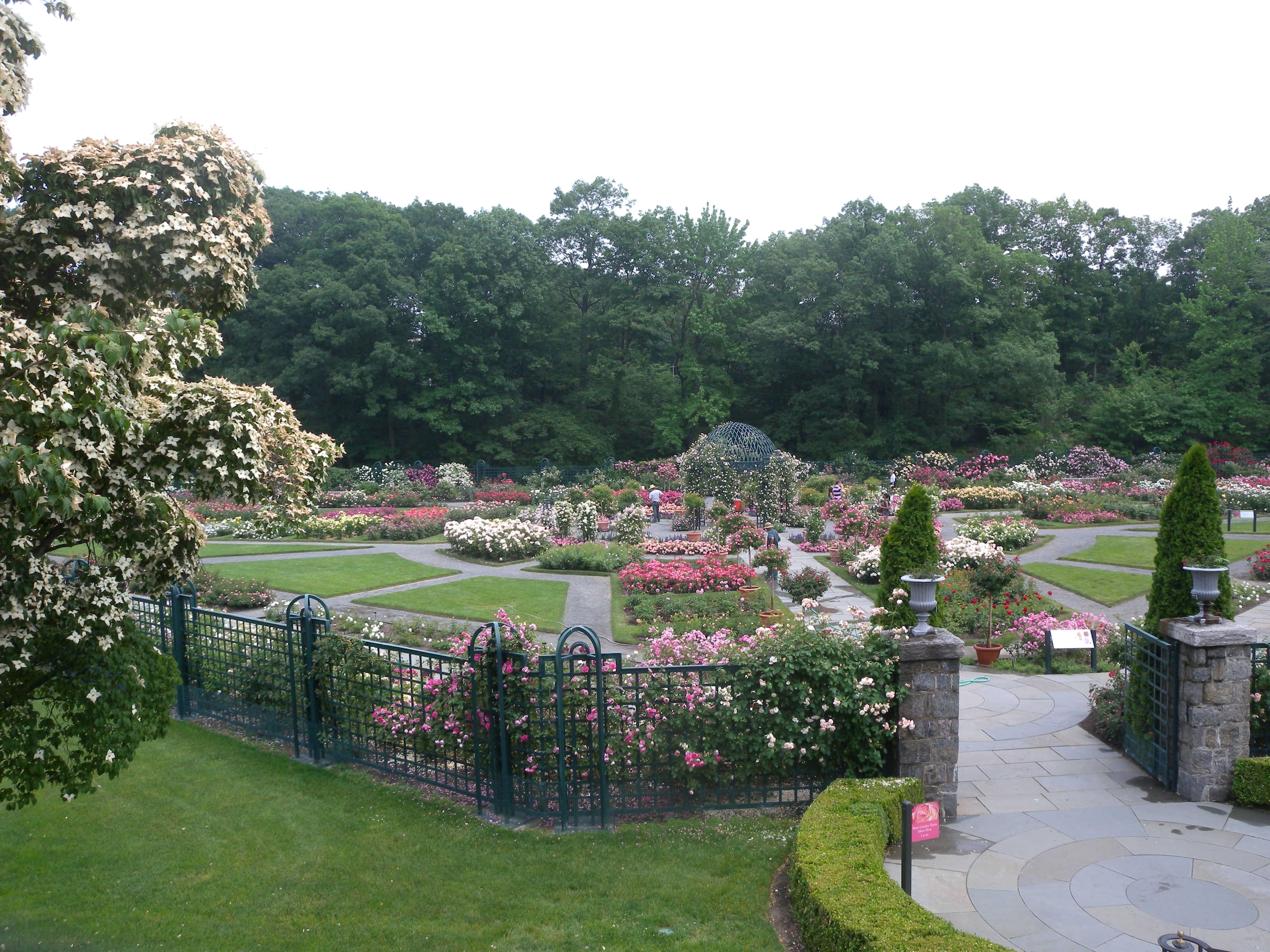
El Peggy Rockefeller Rose Garden situado en el jardín botánico de Nueva York

Estuvo casada con David Quattrone, pero se divorció. También se separó de su segundo marido. Tuvieron un hijo, Michael Dulany Quattrone (nacido 1977), quien fue a la universidad Northwestern, desde 2004 está casado con la actriz Krista Smith y tiene una casa en la propiedad familiar de los Rockefeller.